# 科爾韋爾 (愛荷華州)
科爾韋爾（英語：Colwell）是一個位於美國愛荷華州弗洛伊德縣的城市。

## 地理
科爾韋爾的座標為43°09′25″N 92°35′35″W / 43.15694°N 92.59306°W，而該地的平均海拔高度為351米（即1152英尺）。

## 人口
根據2010年美國人口普查的數據，科爾韋爾的面積為0.47平方千米，當中陸地面積為0.47平方千米，而水域面積為0.00平方千米。當地共有人口73人，而人口密度為每平方千米155人。